# Le Bateau goudronné
Le Bateau goudronné est un tableau réalisé par le peintre Édouard Manet en 1873, à l'occasion de l'un des séjours qu'il avait coutume d'effectuer en été à Boulogne-sur-Mer.
La toile n'a cependant pas été réalisée à Boulogne mais sur la plage de Berck, et prend pour thème le travail des pêcheurs. Les tonalités, plus sombres qu'à l'accoutumée, sont caractéristiques de cette période de la vie de Manet où les effets de la maladie se faisaient progressivement sentir.